# L'Avenir (Sant Cugat)
L'Avenir va ser una publicació mensual de Sant Cugat del Vallès que va ser publicada durant els anys 1932-34. Alineada ideològicament amb el centre Republicà Federal de Sant Cugat i l'agrupació local de la Unió de Rabassaires, va tenir una forta vinculació amb el moviment rabassaire, el republicanisme federal i l'esquerra catalana.
Va estar dirigida per Ramon Mas i per Narcís Perbellini durant els últims mesos.

## Història

### Origen i fundació
La idea de crear aquesta revista va sorgir des de finals de l'any 1931 quan, enfront de l'aparició d'altres publicacions, com la revista Garba, que eren molt crítiques 

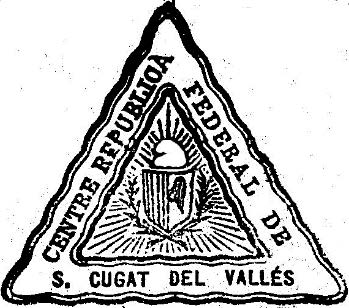
Logotip del Centre Republicà Federal de Sant Cugat del Vallés

amb els republicans federals en el poder, el Centre Republicà Federal (CFR) va veure necessari tenir un òrgan de premsa que defensés la seva política municipal i exposés les reclamacions de la Unió de Rabassaires.
Per tal de fer-ho, es va recuperar el títol de la revista sabadellenca l'Avenir, molt centrada en la lluita del moviment rabassaire i fundada per Francesc Layret l'any 1920, qui va estar al càrrec de la direcció de la revista fins a la seva mort l'any 1923. En seguí a la direcció Lluís Companys fins al sorgiment de la dictadura de Primo de Rivera la tardor del 23.
El primer número de nova la revista es va publicar el 14 d'abril de 1932, coincidint amb l'aniversari de la proclamació de la segona república. La publicació va néixer, per tant, de la confluència social de tres entitats: el CRF, la delegació de la URC, vinculada a Esquerra Republicana i el sindicat agrícola La Unió, que es va fer càrrec de sis seccions: cinema, escacs, coral, música, esperanto i teatre, tot i que moltes estaven, en realitat, dirigides per federalistes, que volien restar al marge de les connotacions polítiques de la revista.
La Unió de Rabassaires, des de l'any 1926, ja havia publicat un butlletí propi, La Unió, i així l'Avenir va poder disposar d'un contingut genèric i no pròpiament vinculat sempre a l'entitat.

### Editorial fundacional
La revista es va posicionar, ja des del principi, en un espectre d'esquerres, republicà i portaveu del món camperol rabassaire. Això s'evidencia ja a l'editorial fundacional, titulada "A l'opinió pública", publicada el dia. En aquesta, a més de fer una salutació a la ciutadania i esmentar "Garba", la revista dretana local, es fa una clara referència amb un to d'optimisme i exaltació a l'esdeveniment més rellevant i recent de la vida del país, la proclamació de la segona República:
```
"L'adveniment de la República no va ésser més que la manifestació cívica d'un país oprimit per una classe privilegiada. I la lluita de classe s'ha de fer més ferma i més dura ara que mai, perquè la classe oprimida, albirant un esdevenidor, es redreçarà contra els seus eterns opressors, arranconant-los políticament".
```

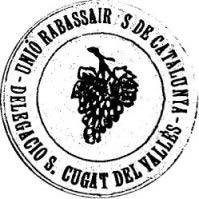
Logotip de la delegació de la Unió de Rabassaires de Sant Cugat del Vallés

La seva ortografia no era polida, fet que els mateixos redactors no s'amagaran i en faran bandera d'orgull, ja que molts es van passar la seva infantesa treballant i no van poder estudiar. Cal esmentar també, que aquesta editorial està escrita amb un to que es mantindrà a la resta d'editorials que la revista publiqui durant la seva activitat: es presenta com a vehicle de combat, amb un llenguatge directe, de to imprecatiu i amb clares referències a la dimensió de la lluita de classes.
La revista, impresa a les Gràfiques Serra del carrer Santiago Rusiñol de Sant Cugat, va començar amb una periodicitat mensual i es publicava en català, excepte en ocasions excepcionals. L'administrador fou Jaume Galobardes, president de la Unió fiscal municipal, el propietari Magí Bartralot, membre també de la Unió de Rabassaires, fundador del CRF i regidor federal i el director Ramon Mas i Colomer.
A la capçalera de la revista s'hi distingien els símbols de les principals entitats col·laboradores i de les ideologies amb les quals simpatitzaven: al centre hi havia un triangle. d'influència maçònica, amb la bandera republicana i catalana al mig i un barret frigi, símbol republicà, a l'angle superior. A la dreta del triangle hi trobem dibuixat una falç i blat, símbols del Sindicat Agrícola i la representació d'una màscara de teatre, una lira, una partitura i una bandera esperantista, fent referència a tres seccions de la revista: la dramàtica, la musical i de la coral i la d'esperanto, i a l'esquerra hi veiem un raïm i una tina representant als rabassaires i un martell i una enclusa, simbolitzant als treballadors i menestrals.
La revista es va posicionar, ja des del principi, en un espectre d'esquerres, republicà i portaveu del món camperol rabassaire. Això s'evidencia ja a l'editorial fundacional, titulada “A l'opinió pública”, publicada el dia. En aquesta, a més de fer una salutació a la ciutadania i esmentar “Garba”, la revista dretana local, es fa una clara referència amb un to d'optimisme i exaltació a l'esdeveniment més rellevant i recent de la vida del país, la proclamació de la segona República:
```
“L'adveniment de la República no va ésser més que la manifestació cívica d'un país oprimit per una classe privilegiada. I la lluita de classe s'ha de fer més ferma i més dura ara que mai, perquè la classe oprimida, albirant un esdevenidor, es redreçarà contra els seus eterns opressors, arranconant-los políticament”.
```

La seva ortografia no era polida, fet de què els mateixos redactors no s'amagaran i en faran bandera d'orgull, ja que molts es van passar la seva infantesa treballant i no van poder estudiar. Cal esmentar també, que aquesta editorial està escrita amb un to que es mantindrà a la resta d'editorials que la revista publiqui durant la seva activitat: es presenta com a vehicle de combat, amb un llenguatge directe, de to imprecatiu i amb clares referències a la dimensió de la lluita de classes.

### Evolució
La revista, impresa a les Gràfiques Serra del carrer Santiago Rusiñol de Sant Cugat, va començar amb una periodicitat mensual i es publicava en català, excepte en 

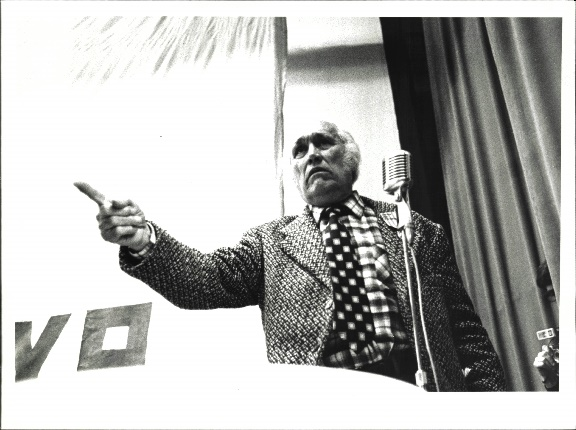
Ramon Mas i Colomer

excepcionals. L'administrador fou Jaume Galobardes, president de la Unió fiscal municipal, el propietari Magí Bartralot, membre també de la Unió de Rabassaires, fundador del CFR i regidor federal i el director Ramon Mas i Colomer.
A la capçalera de la revista s'hi distingien els símbols de les principals entitats col·laboradores i de les ideologies amb les que simpatitzaven: al centre hi havia un triangle. de influència maçònica, amb la bandera republicana i catalana al mig i un barret frigi, símbol republicà, a l'angle superior. A la dreta del triangle hi trobem dibuixat un falç i blat, símbols del Sindicat Agrícola i la representació d'una màscara de teatre, una lira, una partitura i una bandera esperantista, fent referència a tres seccions de la revista: la dramàtica, la musical i de la coral i la d'esperanto, i a l'esquerra hi veiem un raïm i una tina representant als rabassaires i un martell i una eclusa, simbolitzant als treballadors i menestrals.

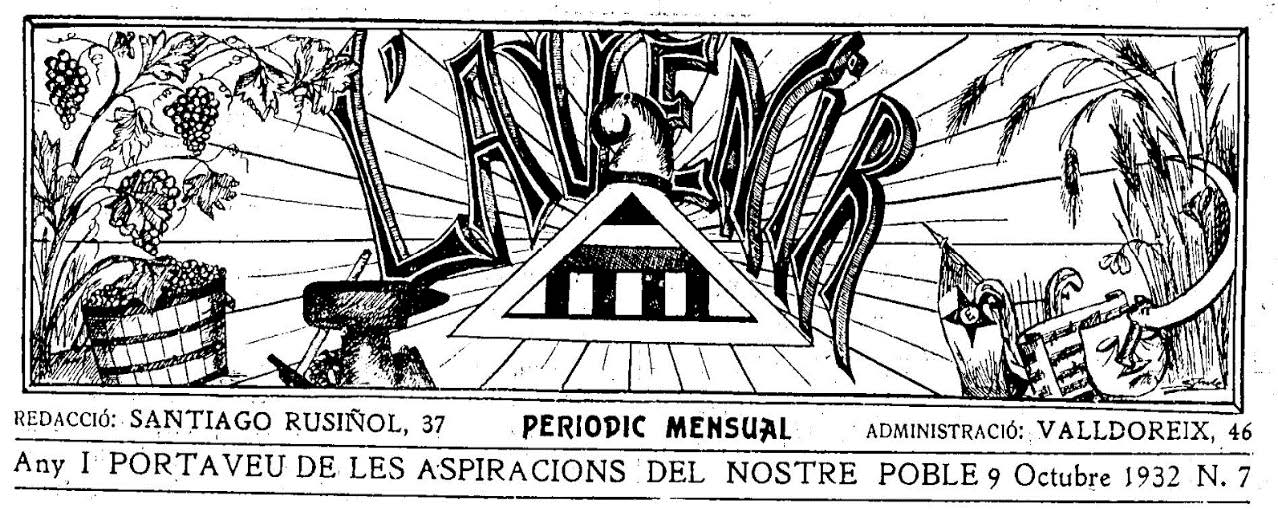
Capçalera de la revista del setè número

A partir de maig de 1933, també hi participà en la publicació la Societat de Caçadors La Guatlla, dirigida per federals. No obstant, a partir de novembre, la secció d'esperanto de la Unió va deixar de col·laborar, ja que aquesta es va passar a dir Laborista Esperanta Grup i va començar a estar dirigida per comunistes del Bloc Obrer i Camperol (BOC)
A partir de maig de 1933, també hi participà en la publicació la Societat de Caçadors La Guatlla, dirigida per federals. Tanmateix, a partir de novembre, la secció d'esperanto de la Unió va deixar de col·laborar, ja que aquesta es va passar a dir Laborista Esperanta Grup i va començar a estar dirigida per comunistes del Bloc Obrer i Camperol (BOC)
L'avenir defensava uns valors republicans federals, d'arrel pimargaliana i les reclamacions socials dels rabassaires. No era inusual trobar a cada número articles defensant les tesis de la Unió, columnes favorables a la política duta a terme des de l'Ajuntament per CRF i articles criticant la dreta local i el catolicisme. També es van publicar articles favorables al front únic contra el feixisme i comunicats d'entitats esquerranes, com el de l'Aliança Obrera local, l'any 1934. Al mateix temps, hi van aparèixer articles de temàtica antimilitarista, que van donar com a fruit la creació d'un Comitè Local contra la Guerra. Una altra característica que va definir la revista va ser el to anticlerical, amb fortes crítiques als catòlics locals i a la Federació de Joves Cristians i els seus vicaris. Un apartat es publicava a cada número era "Sanglots", on es criticava amb gran mordacitat i sarcasme els cacics locals, els capellans i els dirigents de la dreta local. Els articles d'àmbit cultural, de seccions a càrrec de la Unió, eren més residuals. Es tractava, sobretot, de comentaris de pel·lícules, exposicions artístiques o obres de teatre estrenades a la Unió i de columnes en la defensa de l'esperanto.
Per l'altra banda, pràcticament van ser inexistents els comentaris crítics cap a la gestió de les forces d'esquerra. Aquest fet va fer que aquestes postures esquerranes fossin durament combatudes des de la premsa conservadora, per exemple des del setmanari barceloní D.I.C. s'afirmava que L'Avenir era el "portaveu de La Unió de Rapinyaires i les seves seccions nacionalitzadores i socialitzadores de lo dels altres" .
Des del número 2 es publicava com a fulletó la novel·la de Ramon Mas "Sense ànima", de to autobiogràfic. El seu protagonista és un rabassaire que lluita pels seus drets. A partir del número 26, de maig de 1934, Ramon Mas deixà la direcció per malaltia i fou substituït per Narcís Perbellini, que era l'encarregat de la secció dramàtica de la Unió i que publicava articles d'aquesta temàtica des del número 23. Aprofitant els canvis, es va remodelar la redacció i cap al final de la seva activitat, a "l'Avenir" van prendre més protagonisme els temes culturals.

### Final i mort
L'últim número de la revista, ja sota la direcció de Narcís Perbellini, es va publicar el 27 de juny de l'any 1934. En aquest, van reiterar la identificació amb el CRF i la Unió i es proclamaren seguidors d'Esquerra Republicana. L'últim número es va publicar un mes després i va desaparèixer sense cap nota de comiat.
A més a més, després de la victòria del CRF a les eleccions municipals del gener, amb al voltant del 60% dels vots, i de la clausura de Garba, la publicació de la revista no es va veure tan necessària. La repressió que van patir les forces d'esquerra després dels fets d'octubre de 1934 van acabar d'impossibilitat la continuïtat de la publicació. Entre els 25 detinguts a Sant Cugat arran d'aquests fets van figurar Ramon Mas, anterior director de la publicació Pere Camps o els germans Magí i Bonaventura Bartralot.

## Redacció

### Directors
Durant els anys de vida que la revista va tenir, van haver-hi els següents directors:
- Ramon Mas i Colomer (abril de 1932- maig de 1934): Nascut a Sant Cugat el 1903. Des de jove va començar a militar a la Unió de Rabassaires. El 1930 va ser cofundador del CRF. Durant els anys trenta seria el líder dels rabassaires santcugatencs. A més de dirigir L'Avenir, era des de gener de 1932 el corresponsal del diari republicà barceloní El Diluvio i col·laborador a La Terra, portaveu de la Unió de Rabassaires. El 1933 va ser escollit delegat del Vallès Occidental al Comitè Central de la Unió de Rabassaires.
- Narcís Perbellini i Subiranas (maig- juny de 1934): Nascut a Sant Cugat del Vallès el 1893. Substituí a Mas com a director durant l'última etapa de "L'Avenir". També va exercir de gravador, dramaturg i mestre a Valldoreix entre el 1935 i 1964.

### Col·laboradors
Entre els col·laboradors més destacables de l'Avenir, hi trobem alguns dels membres més joves del sector més esquerrà del CFR, com Bonaventura Bartralot, Ramon Batet, Antonio Collado i algun comunista com, per exemple, Pere Camps. També hi havia Francesc Cabanas Alibau, autor de les cròniques literàries, sempre escrites amb un to polític, Jaume Galobardes, que s'encarregava de les cròniques dels plens municipals i de les notícies esportistes, centrades, sobretot, en els resultats del Sant Cugat Esport Futbol Club i dels boxejadors locals, els esports més populars.
També hi va haver articulistes més esporàdics, com Jaume Grau Esplugues, Amadeu Cunyàs, Anton Barenys o D. Vallès. S'hi van trobar també articles signats amb pseudònims, com, per exemple, Albert Compte -molt possiblement Ramon Más-, Fivaller -segurament Jaume Galobardes- o Cugat Saurí. S'hi van publicar també comunicats oficials del CFR o la Unió de Rabassaires i es reproduïren articles de revistes de pobles veïns.
A partir de l'any 1933, coincidint amb la legalització del sufragi femení, s'hi van incorporar, per primera vegada, dones a la redacció. Les més rellevants van ser Concepció Pla, Teresa Masqué i Elionor Vinyerta, presidenta d'honor del Grup Femení d'Esquerra del CFR i dona d'Amadeu Aragay, dirigent de la Unió de Rabassaires i diputat d'Esquerra Republicana.

## Webgrafia
- MOTA MUÑOZ, José Fernando, “L'avenir, premsa republicana federal a Sant Cugat (1932-1934)”, a https://historiasantcugat.wordpress.com/2015/02/22/lavenir/. Consultat el 21-03-2020.